# Památka Panny Marie Bolestné

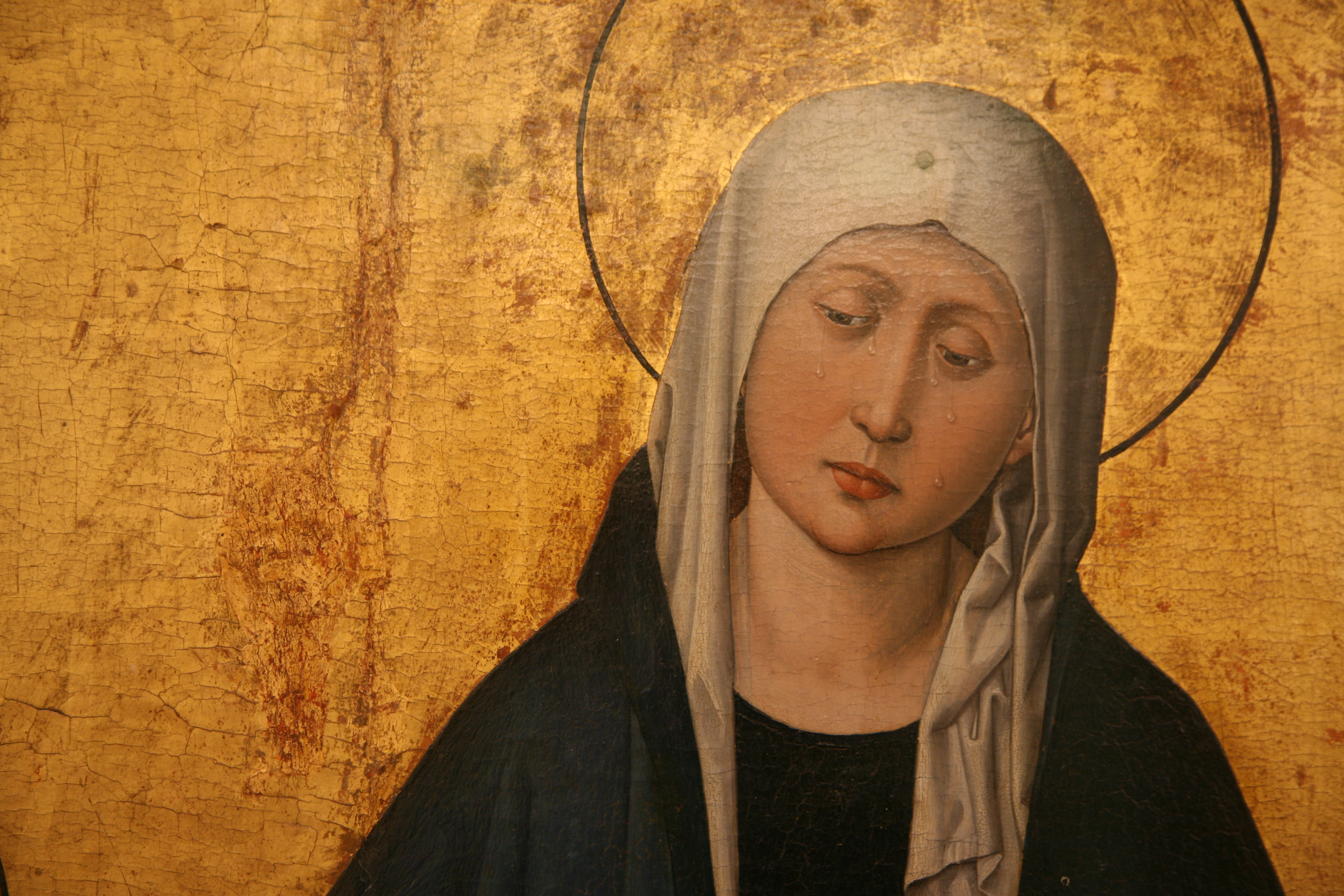
Mistr štaufenberského oltáře: Panna Maria Bolestná, cca 1455

Památka Panny Marie Bolestné (respektive Sedmibolestné) neboli Bolestný pátek byla dříve slavena v pátek před Květnou nedělí (tj. týden před Velkým pátkem). Svátkem celé římskokatolické církve se stal v roce 1727. Při mši, která se slaví v tento den, tradičně zaznívá jako jeden ze tří zpěvů mezi epištolou a evangeliem sekvence Stabat Mater.

## Historie
Od roku 1814 slavila církev svátek Panny Marie Sedmibolestné též třetí neděli v září. Tato slavnost byla v roce 1913 přesunuta na 15. září (den po svátku Povýšení svatého Kříže, týden po svátku Narození Panny Marie).
V roce 1970 byly oba svátky sjednoceny na 15. září. Na Bolestný pátek (týden před Velkým pátkem) se ale stále konají poutě např. ve Strakonicích (kostel Navštívení Panny Marie Bolestné) a v Kroměříži (kaple Bolestné Panny Marie v kostele svatého Mořice).